# Filips I van Montfort
Filips I van Montfort (circa 1206 - Tyrus, 12 maart 1270) was van 1228 tot 1240 heer van Castres, van 1241 tot 1257 heer iure uxoris van Toron en van 1246 tot aan zijn dood heer van Tyrus. Hij behoorde tot het huis Montfort-l'Amaury.

## Levensloop
Filips was de zoon van Gwijde van Montfort, heer van Castres, uit diens eerste huwelijk met Helvis van Ibelin, dochter van heer Balian van Ibelin. Hij werd geboren in Palestina en groeide daar op bij zijn moeder, terwijl zijn vader later terugkeerde naar Frankrijk. Na de dood van zijn vader in 1228 ging ook Filips naar Frankrijk om heer van Castres, La Ferté-Alais en Bréthencourt te worden. Intussen huwde hij met Eleonora, dochter van Peter II van Courtenay, keizer van het Latijnse Keizerrijk. Zij overleed echter voor 1230.
In 1239 keerde hij als deelnemer van de Baronnenkruistocht terug naar het Midden-Oosten. Daar sloot hij zich aan bij de baronnen die het aan hem verwante huis Ibelin steunden in hun conflict met Richard Filangieri, de stadhouder van keizer Frederik II die in Tyrus resideerde. Rond 1240 huwde hij met zijn tweede echtgenote Maria (1215-1248), dochter van vorst Raymond II van Antiochië, troonpretendente van het koninkrijk Cilicisch-Armenië en titulair vrouwe van Toron. Vervolgens stond hij zijn Franse bezittingen af aan zijn zoon Filips II. Als gevolg van de Baronnenkruistocht gaven de Ajjoebiden in 1241 Toron op, zodat Filips het gebied effectief in bezit kon nemen.
In 1244 werd Filips benoemd tot constable van het koninkrijk Jeruzalem, wat hij bleef tot in 1251. Hierdoor kreeg hij ook het opperbevel over de geplande kruistocht naar Egypte. In de beslissende Slag bij La Forbie liet hij het commando over de christelijke troepen echter over aan graaf Wouter IV van Brienne. De veldslag eindigde in een catastrofale nederlaag en Filips was een van de weinige ridders die het slagveld konden ontvluchten. In Asjkelon verzamelde hij de overlevende christelijke ridders en verdedigde hij de plaatselijke burcht succesvol tegen een belegering door de Egyptenaren. Als beloning voor zijn verdiensten kreeg Filips in 1246 van koning Hendrik I van Cyprus, de regent van het koninkrijk Jeruzalem, de heerlijkheid Tyrus toegewezen. De belangrijke haven- en handelsstad Tyrus gold als een van de kroondomeinen van het koninkrijk, waardoor de legitimiteit van de belening niet onomstreden was. Als heer van Toron en Tyrus werd Filips een van de machtigste baronnen in de kruisvaardersstaten. 
In de herfst van 1248 sloot Filips I van Montfort zich aan bij de kruistocht van koning Lodewijk IX van Frankrijk naar Egypte. Nadat de kruisvaarders in april 1250 verslagen werden in de Slag bij Fariskur onderhandelde hij de capitulatie van de Franse koning, waarna hij volgens patriarch Robert van Nantes zelf gevangen werd genomen. Volgens kroniekschrijver Jan van Joinville werd Filips niet beschouwd als gevangene omdat hij als gezant van de koning onschendbaarheid genoot. Hij bleef wel vrijwillig in de omgeving van de gevangengenomen koning en was betrokken bij de onderhandelingen voor de vrijlating van Lodewijk IX en de meeste kruisvaarders.
Bij het begin van de Oorlog van Sint-Saba verbond Filips zich met Genua en in 1256 verdreef hij de Venetianen uit Tyrus. In samenwerking met de Orde van Malta leidde hij in juni 1257 een leger naar Akko, om daar de Genuezen te ondersteunen. Nadat de Genuese vloot bij een zeeslag nabij Akko verslagen werd door de Venetianen, trok hij zich terug in Tyrus. Hetzelfde jaar stond hij de heerlijkheid Toron aan Jan, zijn oudste zoon uit zijn tweede huwelijk. In de oorlog tussen Venetië en Genua bleef Filips de Genuezen steunen. Hij zorgde ervoor dat Genua in Tyrus zijn militaire hoofdkwartier kreeg en verdedigde de stad in 1264 succesvol tegen een Venetiaanse zeeblokkade.
Nadat Filips in 1269 Hugo III van Cyprus erkende als koning van Jeruzalem, werd hij bevestigd als heer van Tyrus, waarbij Hugo echter een terugkooprecht op het leengoed behield. Omdat de veiligheid van de stad te verzekeren, moest Filips zijn zoon Jan uithuwelijken aan Hugo's zus Margaretha van Antiochië.

## Dood en opvolging
Filips was tegen het einde van zijn leven een van de machtigste feodale heren in de christelijke kruisvaardersstaten en gold als een van de gevaarlijkste tegenstanders van de Mammelukken, die in 1250 Egypte en in 1260 Syrië hadden bezet en op die manier de aartsvijanden van de christenen werden. Hij aarzelde niet om zich vijandig op te stellen tegenover sultan Baibars, wat niet zelden tot gewelddadige reacties van de sultan leidde. Zo werden zijn landerijen verwoest en verloor hij in 1266 Toron aan de Mammelukken. Filips werd vooral als een bedreiging gezien omdat hij herhaaldelijk opriep tot een kruistocht. Omdat de formele vrede tussen Caïro en Tyrus, die sinds 1266 bestond, in gevaar kwam, huurde sultan Baibars twee moordenaars in om Filips en zijn neef Julian van Sidon uit de weg te ruimen.
In 1270 verschenen de twee Mammelukken in Tyrus. Ze beweerden dat ze gedeserteerd waren en zich tot het christendom wilden bekeren. Filips en Julian waren bereid om hun peetvaders te zijn, waarop de Mammelukken zelfs hun namen aannamen en in dienst van beide heren treden. Terwijl de ene Mammeluk Julian van Sidon naar Beiroet begeleidde, vergezelde de andere Filips en zijn zoon Jan naar de mis in de Heilige Kruiskerk van Tyrus. Tijdens het gebed haalde de Mammeluk een vergiftigde dolk uit zijn gewaad en stak hij Filips neer. Vervolgens probeerde hij om Jan neer te slaan met een zwaard, maar de aanslagpleger werd overmeesterd door een aanwezige ridder. Zijn neef Julian van Sidon kon nog op tijd gewaarschuwd worden voor de tweede aanslagpleger.
Filips bezweek uiteindelijk aan zijn verwondingen en werd bijgezet op de plaats van de aanslag. Zijn zoon Jan volgde hem op als heer van Tyrus.

## Nakomelingen
Met zijn eerste echtgenote Eleonora van Courtenay had Filips een zoon:
- Filips II (1225-1270), heer van Castres

Met zijn tweede echtgenote Maria van Antiochië kreeg Filips twee zonen:
- Jan (overleden in 1283), heer van Tyrus en Toron
- Humfried (overleden in 1284), heer van Tyrus en Toron